# Muricea californica
Muricea californica is een zachte koraalsoort uit de familie Plexauridae. De koraalsoort komt uit het geslacht Muricea. Muricea californica werd in 1931 voor het eerst wetenschappelijk beschreven door Aurivillius. 